# Italia i Germania
Italia i Germania – obraz olejny o wymiarach 94,5 × 104,7 cm przedstawiający Italię i Germanię, namalowany w 1828 roku przez Johanna Friedricha Overbecka (1789–1869). 

## Historia

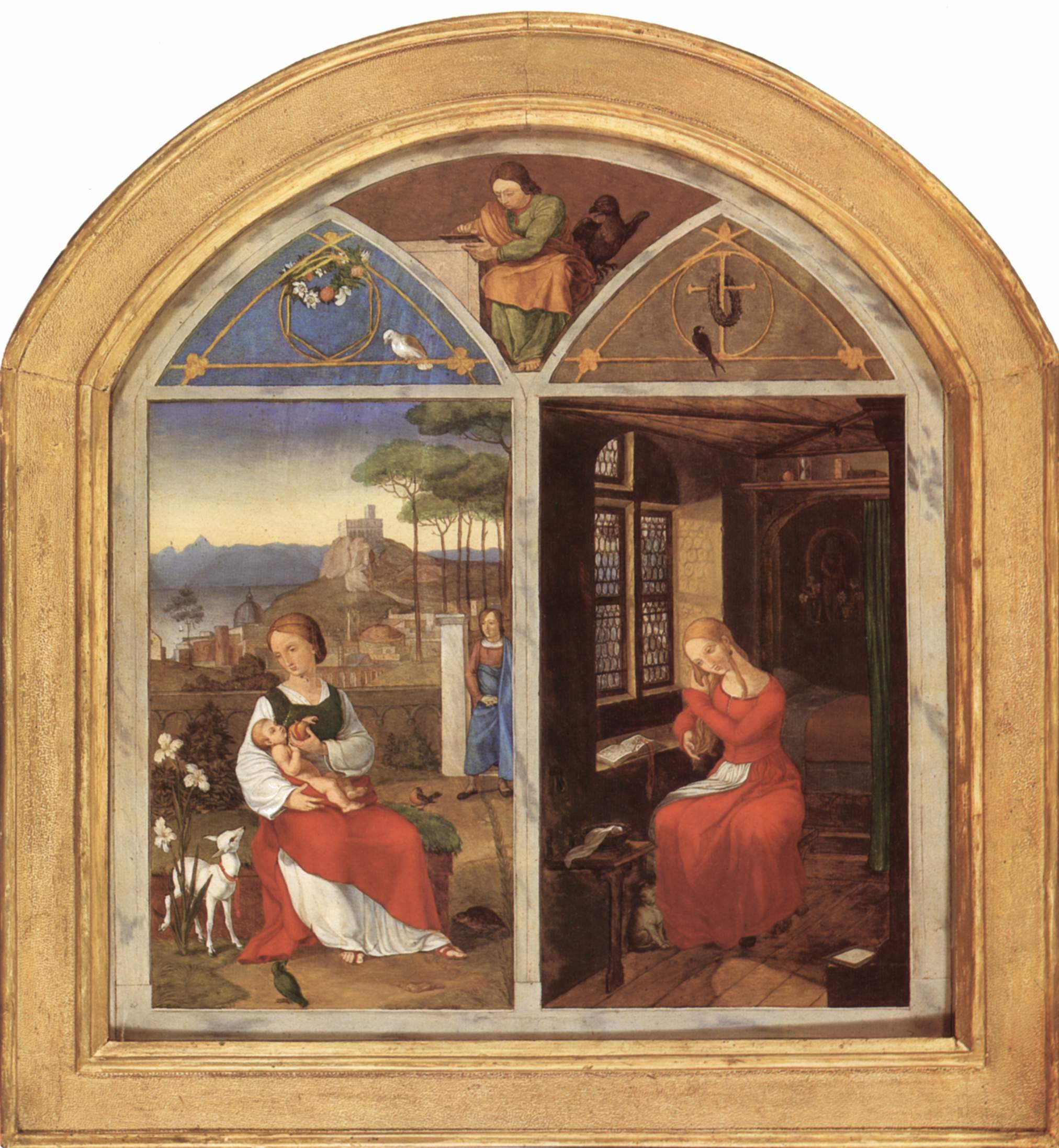
Sulamit i Maria, Franz Pforr, 1811, Museum Georg Schäfer

Pomysł na obraz zrodził się ok. 1810 roku, kiedy Overbeck i jego przyjaciel – niemiecki malarz Franz Pforr (1788–1812) postanowili namalować dla siebie w prezencie obrazy. Początkowo, w zamyśle Overbecka, jego obraz dla Pforra miał nosić tytuł Sulamit i Maria. Postaci Sulamit i Marii miały symbolizować wyimaginowane małżonki malarzy. Pforr podjął ten sam temat na obrazie namalowanym dla Overbecka, przy czym jego bohaterki zostały przedstawione osobno, a obraz otrzymał formę dyptyku. Overbeck natomiast skłaniał się ku grupie figuralnej. Śmierć Pforra w 1812 roku odwiodła Overbecka od wykonania obrazu. 
Po latach powrócił do projektu, przy czym Sulamit i Maria zostały przemianowane na Italię i Germanię. Overbeck mieszkał i pracował w Rzymie, a jego dzieło miało symbolizować ścisłe związki pomiędzy północą a południem. 
Obraz został odkupiony w 1832 roku przez króla Bawarii Ludwika I (1786–1868) od frankfurckiego księgarza Johanna Friedricha Wennera. Obecnie (2017) znajduje się w zbiorach Nowej Pinakoteki w Monachium.

## Opis
Obraz powstał w technice olejnej na płótnie o wymiarach 94,5 × 104,7 cm.
Przedstawia Italię i Germanię jako młode kobiety siedzące razem na ławce i trzymające się z ręce – symbol przyjaźni między kulturami. Italia, siedząca po lewej stronie, ukazana jest z ciemnymi włosami i wieńcem laurowym na głowie na tle włoskiego krajobrazu, a Germania, z prawej strony, z włosami blond i w wianku, na tle panoramy niemieckiego miasta. Italia ubrana jest w stylu madonn Rafaela, natomiast Germania jest w średniowiecznym stroju z okresu Dürera.